# Orimarga transversalis
Orimarga transversalis är en tvåvingeart som beskrevs av Alexander 1971. Orimarga transversalis ingår i släktet Orimarga och familjen småharkrankar. Inga underarter finns listade i Catalogue of Life.